# Fresa dentale

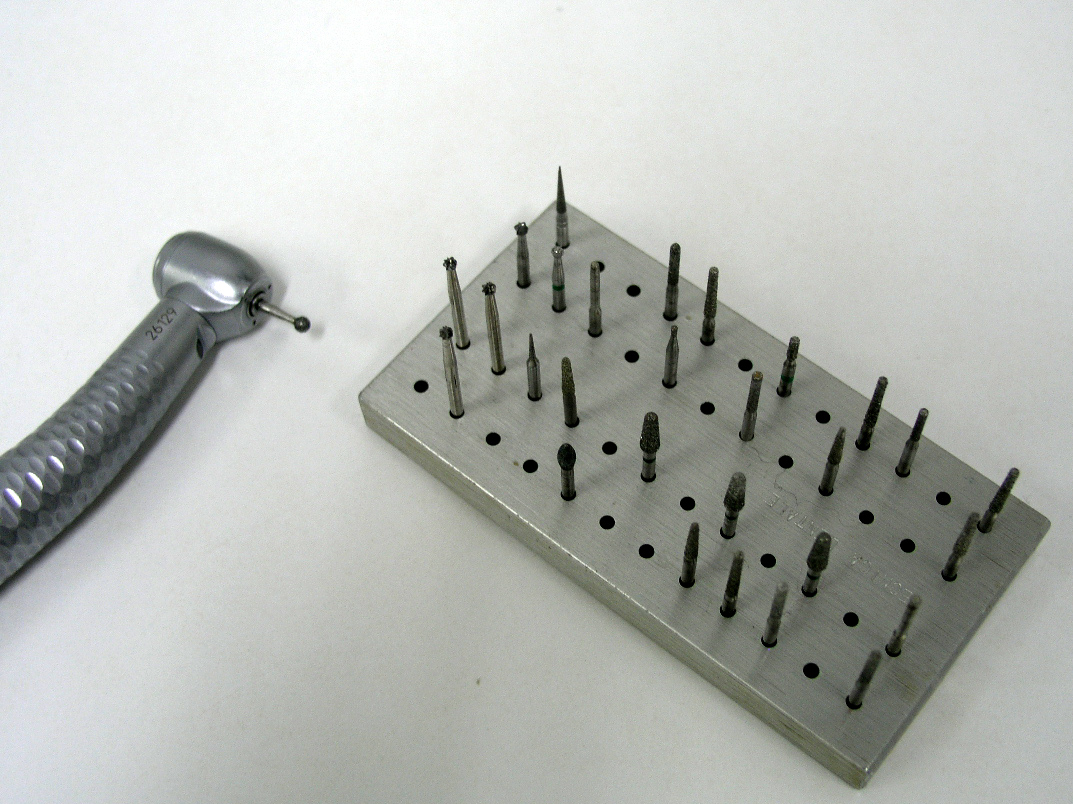
Fresa dentale e set di punte.

Le frese dentali (strumenti rotanti) fanno parte dello strumentario standard per la tecnica di preparazione odontoiatrica e sono disponibili in forme e versioni diverse.
Lo sviluppo degli strumenti rotanti è dipeso dai relativi azionamenti. 

## Storia
Dal 1871 esistono azionamenti utilizzabili per le preparazioni odontoiatriche.
Verso la fine del secolo scorso ebbe inizio la produzione su scala industriale di strumenti dentali rotanti. Inizialmente si producevano frese in acciaio, in seguito punte abrasive al carburo di silicio legate ceramicamente. Con questi strumenti si lavorava sia lo smalto che la dentina.
Lo sviluppo della turbina per uso odontoiatrico (Borden 1956/57) permetteva un numero di giri e delle velocità di lavorazione estremamente alte. Occorrevano quindi strumenti in materiali più resistenti all'usura.
Dal 1956 si producono le frese in carburo di tungsteno.
Dal 1958 si producono le punte diamantate a legante galvanico.

## Tipologie di frese
Oggi sono a disposizione del dentista:
- frese e fresoni in acciaio, in acciaio inossidabile, carburo di tungsteno, biossido di zirconio.
- strumenti abrasivi e gommini con grani di diamante, di corindone e di carburo di silicio
- strumenti abrasivi con grani di diamante depositati su un supporto di acciaio

Le velocità possono variare da 15 a 450.000 giri/minuto.

## Caratteristiche e dati tecnici
Gli strumenti rotanti sono "utensili per la lavorazione ad asportazione di trucioli".
La differenza tra strumenti per fresare e strumenti abrasivi.
I procedimenti lavorativi con asportazione di trucioli, secondo le norme DIN 8580, sono suddivisi in due gruppi:
- Truciolare con taglienti geometricamente determinate (trapanare e fresare)
- Truciolare con taglienti geometricamente indeterminate (abradere)

### Strumenti con taglienti geometricamente determinati
Frese, frese per finire e fresoni.

### Materiali per taglienti
- Acciaio inossidabile (RFS), legato al cromo
- Acciaio per utensili (WS), legato al tungsteno vanadio
- Acciaio super rapido (HSS), legato al cromo molibdeno tungsteno
- Carburo di tungsteno (HM), metallo duro sinterizzato sulla base di carburo di tungsteno-cobalto. Si impiega esclusivamente carburo di tungsteno a grana fine, ricompresso isostaticamente a caldo.